# Céline d'Orgeville
Pour les articles homonymes, voir Orgeville.
Céline d'Orgeville est une ingénieure et astronome franco-australienne, professeure et scientifique des instruments à l'École d'astronomie et d'astrophysique de l'Université nationale australienne. Elle dirige des équipes de conception de systèmes laser et optiques pour les télescopes astronomiques au sol. Elle est membre de la Society of Photo-Optical Instrumentation Engineers et de l'Astronomical Society of Australia (en).

## Formation
Céline d'Orgeville était étudiante en licence et master à l'Université Paris-Sud. Elle a passé ses vacances d'été en tant que stagiaire en ingénierie optique. En 1997, d'Orgeville a déménagé à l'Université Joseph-Fourier, où elle a travaillé sur l'optique non linéaire et les oscillateurs à pompage laser.

## Recherche et carrière
Céline d'Orgeville étudie l'optique adaptative des étoiles de guidage laser, une technique qui utilise des miroirs déformables et des lasers pour atténuer le flou atmosphérique dans les images acquises par les télescopes au sol. À partir de 1999, d'Orgeville a travaillé pour l'observatoire Gemini, qui exploite les télescopes astronomiques Gemini North et Gemini South respectivement à Hawaï et au Chili. Elle a dirigé la conception, la fabrication et la mise en service des installations d'étoiles de guidage laser des deux télescopes. Les systèmes laser développés par d'Orgeville comprennent l'optique adaptative multi-conjuguée Gemini South, une caméra d'optique adaptative dans le proche infrarouge capable de capter des images à diffraction proche de l'espace extra-atmosphérique.
En 2012, d'Orgeville a déménagé en Australie. Elle a reçu une bourse translationnelle de l'Université nationale australienne pour commercialiser des lasers à étoile guide au sodium,. Là, elle a travaillé sur les systèmes optiques adaptatifs de tomographie laser pour le Télescope géant Magellan.

## Service académique
Depuis 2014, d'Orgeville siège au comité de direction de l'Australian National University Gender Institute. Elle a travaillé aux côtés de la SPIE sur diverses initiatives en faveur de l'égalité des sexes, notamment la collecte de données démographiques et l'enquête sur la communauté de l'optique adaptative,. Elle a reçu le prix SPIE Diversity Outreach en 2021. Elle est membre de la Society of Photo-Optical Instrumentation Engineers (SPIE) et de l'Astronomical Society of Australia (en) .

## Publications (sélection)
- (en) François Rigaut, Benoit Neichel, Maxime Boccas, Céline d'Orgeville, Fabrice Vidal, Marcos A. van Dam, Gustavo Arriagada, Vincent Fesquet, Ramon L. Galvez, Gaston Gausachs, Chad Cavedoni, Angelic W. Ebbers, Stan Karewicz, Eric James, Javier Lührs, Vanessa Montes, Gabriel Perez, William N. Rambold, Roberto Rojas, Shane Walker, Matthieu Bec, Gelys Trancho, Michael Sheehan, Benjamin Irarrazaval, Corinne Boyer, Brent L. Ellerbroek, Ralf Flicker, Damien Gratadour, Aurea Garcia-Rissmann et Felipe Daruich, « Gemini multiconjugate adaptive optics system review - I. Design, trade-offs and integration », Monthly Notices of the Royal Astronomical Society, OUP, vol. 437,‎ 2014, p. 2361–2375 (ISSN 0035-8711 et 1365-2966, OCLC 10340650, DOI 10.1093/MNRAS/STT2054, arXiv 1310.6199).
- (en) Benoit Neichel, François Rigaut, Fabrice Vidal, Marcos A. van Dam, Vincent Garrel, Eleazar Rodrigo Carrasco, Peter Pessev, Claudia Winge, Maxime Boccas, Céline d'Orgeville, Gustavo Arriagada, Andrew Serio, Vincent Fesquet, William N. Rambold, Javier Lührs, Cristian Moreno, Gaston Gausachs, Ramon L. Galvez, Vanessa Montes, Tomislav B. Vucina, Eduardo Marin, Cristian Urrutia, Ariel Lopez, Sarah J. Diggs, Claudio Marchant, Angelic W. Ebbers, Chadwick Trujillo, Matthieu Bec, Gelys Trancho, Peter McGregor, Peter J. Young, Felipe Colazo et Michelle L. Edwards, « Gemini multiconjugate adaptive optics system review – II. Commissioning, operation and overall performance », Monthly Notices of the Royal Astronomical Society, OUP, vol. 440, no 2,‎ 1er avril 2014, p. 1002–1019 (ISSN 0035-8711 et 1365-2966, OCLC 10340650, DOI 10.1093/MNRAS/STU403, arXiv 1402.6906).
- (en) Thomas P Rutten, Peter J Veitch, Céline d'Orgeville et Jesper Munch, « Injection mode-locked guide star laser concept and design verification experiments », Optics Express, Optica, vol. 15, no 5,‎ 1er mars 2007, p. 2369-2374 (ISSN 1094-4087, OCLC 37160672, PMID 19532473, DOI 10.1364/OE.15.002369).

## Vie privée
Céline d'Orgeville a un mari et deux enfants  et se produit dans une chorale locale.